# Лучњица на Житави
Лучњица на Житави (слч. Lúčnica nad Žitavou) насељено је мјесто са административним статусом сеоске општине (слч. obec) у округу Њитра, у Њитранском крају, Словачка Република.

## Становништво
| Година:    | 1994. | 2004.   | 2014.   | 2024.   |
| ---------- | ----- | ------- | ------- | ------- |
| Број људи: | 951   | 911     | 917     | 985     |
| Разлика:   |       | -4,20 % | +0,65 % | +7,41 % |

| Година:    | 2023. | 2024.   |
| ---------- | ----- | ------- |
| Број људи: | 986   | 985     |
| Разлика:   |       | -0,10 % |

Према подацима о броју становника из 2011. године насеље је имало 892 становника.